# Candice Night

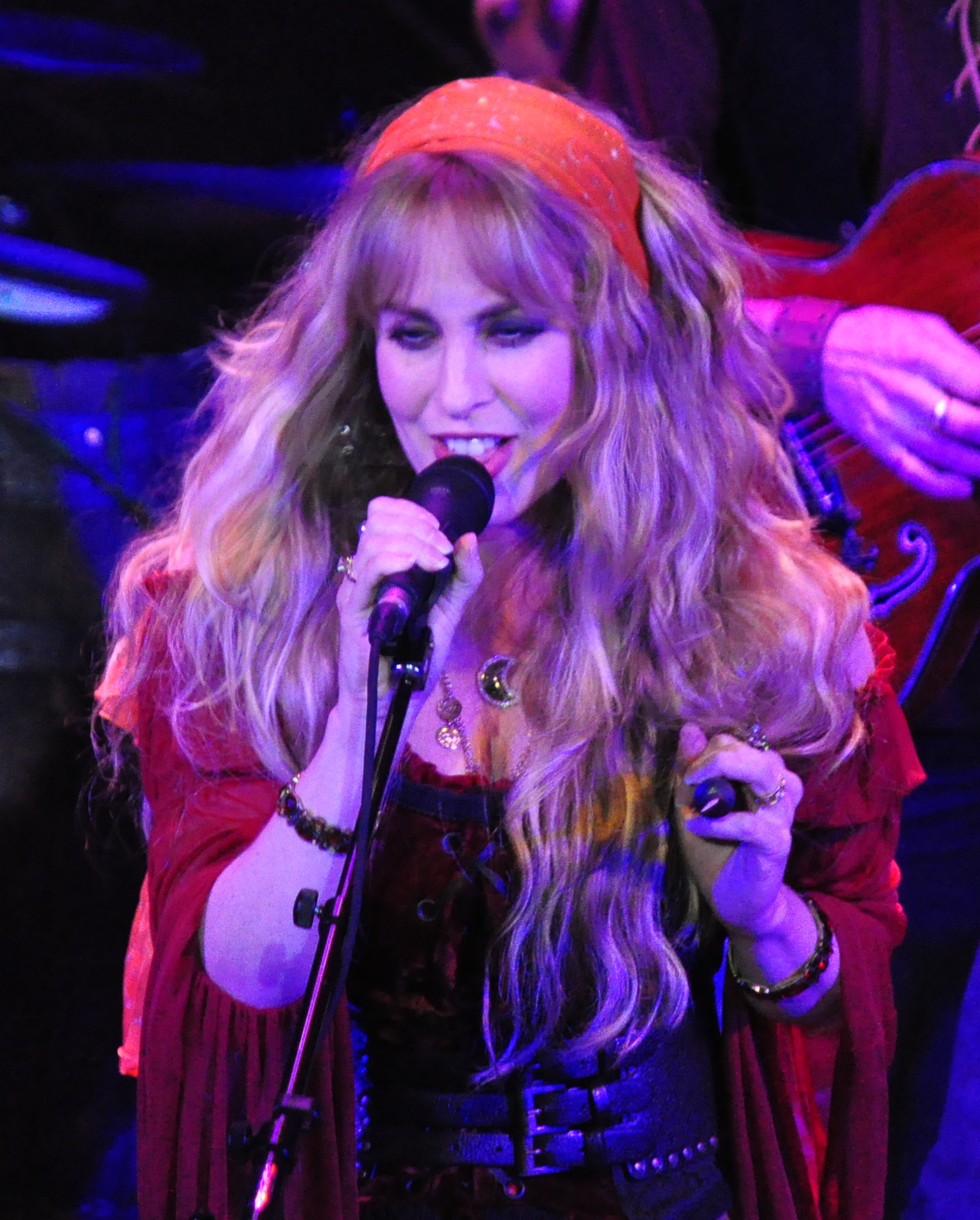
Candice Night, 2012

Candice Night, bürgerlich Candice Lauren Isralow (* 8. Mai 1971 in Hauppauge, Long Island, New York) ist eine Musikerin und Sängerin und die Ehefrau von Ritchie Blackmore, dem ehemaligen Gitarristen von Deep Purple. Sie singt die Hintergrundstimme in Blackmores Band Rainbow und ist die Leadsängerin in seiner von der Renaissance beeinflussten Folk-Rock-Band Blackmore’s Night.

## Biografie

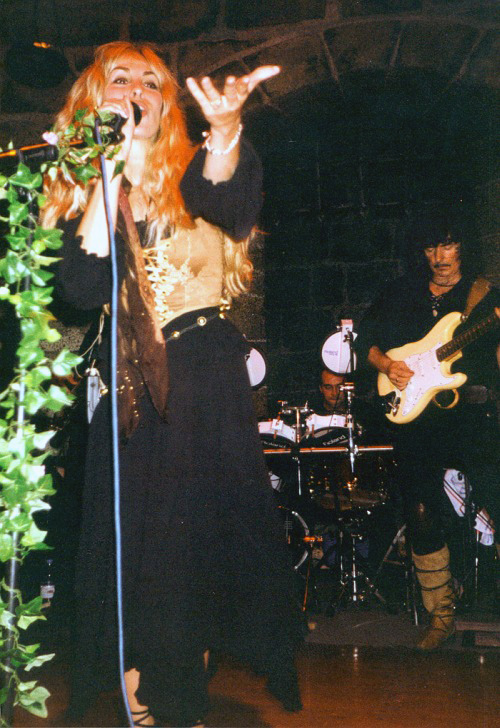
Candice Night, 2002

Bereits als Kind im Alter von 4 Jahren nahm Candice Night Gesangsunterricht. Von 1989 bis 1990 absolvierte sie ein Praktikum bei einem lokalen Radiosender, während dieser Zeit traf sie Ritchie Blackmore bei einem Fußballspiel. 1993 begann sie ihre Gesangskarriere als Backgroundsängerin bei der Battle Rages On-Tournee von Deep Purple. Wenig später wurde sie gebeten, einige Lieder für die letzte Rainbow-CD Stranger In Us All zu schreiben. Mit ihren Songs Ariel, Wolf To The Moon und Black Masquerade gewann sie internationale Anerkennung als Songschreiberin. Sie beendete ihre Modelkarriere und arbeitete mit Ritchie Blackmore, mit dem sie 1997 die Band Blackmore’s Night gründete. Dabei übernahm sie das Texten und den Part der Sängerin. 
2001 spielte sie mit dem argentinischen Metal-Projekt Beto Vazquez Infinity zusammen mit den Gaststars Tarja Turunen (Ex-Nightwish) und Sabine Edelsbacher (Edenbridge) die vier Songs Through times Part 2, Golden hair, Through Times Part 3 und Promises under the rain ein. 2003 gehörte sie zum Ensemble „Aina“ bei der Rockoper Days of Rising Doom. Auf dem Helloween-Album Keeper of the Seven Keys – The Legacy (2005) singt Candice Night im Duett mit Andi Deris den Titel Light the Universe und ist auch im Video zu sehen.
2011 veröffentlichte sie ein Soloalbum mit dem Titel Reflections, bestehend aus 10 Songs des Genres Pop-Rock. 2015 folgte das zweite Soloalbum Starlight Starbright mit 13 Titeln.
Sie spielt auch mittelalterliche Instrumente wie die Schalmei, Krummhorn, Drehleier, die Rauschpfeife und die irische Tin Whistle.
2022 sang sie als Gastsängerin das Stück We're gonna be drinking mit der Band dArtagnan und wirkte gemeinsam mit Ritchie Blackmore im dazu gehörigen Video mit.

## Privates
Night engagiert sich stark im Tierschutz. 2008 heirateten sie und Blackmore. Am 27. Mai 2010 wurden sie Eltern einer Tochter namens Autumn Esmerelda. Die beiden widmeten ihr das Album Autumn Sky, das im September 2010 veröffentlicht wurde. Insbesondere das Lied Strawberry Girl haben sie für ihre Tochter geschrieben. Am 7. Februar 2012 bekamen sie ihr zweites Kind, den Jungen Rory Dartanyan.

## Diskografie

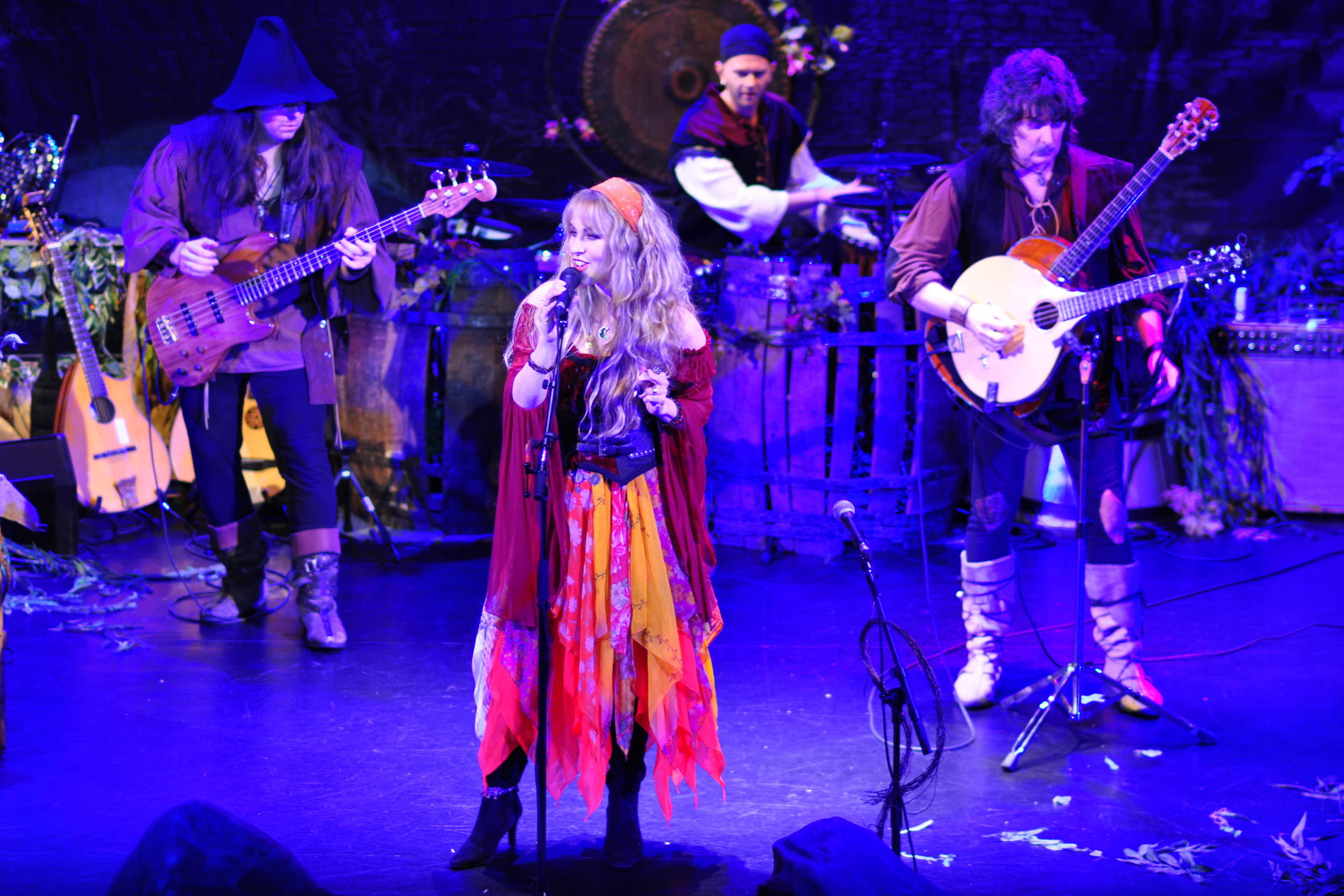
Mit Blackmore’s Night, 2012

### Mit Blackmore’s Night
siehe Blackmore’s Night Diskografie

### Solowerke
- 2011: Reflections
- 2015: Starlight Starbright
- 2025: Sea Glass

### Mitwirkungen
- 2001: Beto Vázquez Infinity – Beto Vázquez Infinity
- 2003: Aina – Days of Rising Doom
- 2005: Helloween – Keeper of the Seven Keys: The Legacy
- 2019: Avantasia – Moonglow